# إسحاق الموصلي
إسحاق بن إبراهيم بن ماهان (أو ميمون) بن بهمن الموصلي التّميمي بالولاء، الأرجانيّ الأصل المعروف بابن النّديم الموصلي نادم الرّشيد والمأمون والمعتصم والواثق ولد عام 767 م في مدينة الري.
سافر مع أبيه إلى بغداد وتلقى تعليمه على يد أساتذة أكفاء منهم هيثم بن بشير الكسائي تتلمذ على يدأحد تلامذة والده وهو منصور زلزل، فتعلّم منه الضّرب على العود وتعلّم الغناء من عاتكة بنت شذا وتعلم التاريخ والأدب من الأصمعي، فاشتهر بالغناء والموسيقى حتى أصبح من أشهر وأمهر المُغنّين والموسيقييّن في العصر العباسي وبلغ أعظم منزلة عند ستة من الخلفاء حتى المتوكل.
تفرّد بالغناء وصناعته، وكان عالمًا باللّغة والموسيقى والتّاريخ وعلوم الدّين وعلم الكلام؛ راويًا للشّعر، حافظًا للأخبار وقد قام بتلحين أبيات شعر لا يجرؤ أحد من معاصريه على تلحينها مرة أخرى مع أن هذا كان مألوفا في ذلك العصر وقد كان إسحاق على معرفة بأصول الموسيقى وأسرارها ودقائقها ويستطيع أن يختار ألوان الألحان والإيقاعات التي يصوغها لتتناسب مع الشعر وقد قيل أنه أول من ضبط الأوزان التي تبنى عليها مقامات الموسيقى العربية وميز بينها تمييزا لم يقدر عليها أحد من قبله وقد كان إسحق الموصلي يسير على نهج والده فهو من مؤيدي المدرسة القديمة في الغناء وكان في صراع دائم مع طرق الغناء الحديثة. قال عنه صاحب الأغاني: «كان الغناء أصغر علوم إسحاق وأدنى ما يوسم به، وإن كان الغالب عليه وعلى ما يحسنه. هو الذي صحّح أجناس الغناء». وقال عنه المأمون: «لولا اشتهار إسحاق بالغناء لَوَلّيتُه القضاء، لما أعلم من عفّته ونزاهته وأمانته».
وقال الواثق: «ما غنّاني إسحاق قط إلاّ ظننتُ أنّه زيد لي في ملكي».

## سعة علمه
قال محمد بن عطية العطوي الشاعر: كنت في مجلس القاضي يحيى بن أكثم، فوافى إسحاق بن إبراهيم الموصلي، وأخذ يناظر أهل الكلام حتى انتصف منهم، ثم تكلم في الفقه، فأحسن وقاس واحتج، وتكلم في الشعر واللغة، ففاق من حضر، ثم أقبل على القاضي يحيى فقال له: أعز الله القاضي! أفي شيء مما ناظرت فيه وحكيته نقص أو مطعن؟ قال: لا، قال: فما بالي أقوم بسائر هذه العلوم قيام أهلها وانسب إلى فن واحد قد اقتصر الناس عليه؟ يعني الغناء. قال العطوي: فالتفت إلي القاضي يحيى وقال لي: الجواب في هذا عليك، وكان العطوي من أهل الجدل، فقال للقاضي يحيى: نعم، أعز الله القاضي! الجواب علي. ثم أقبل على إسحاق فقال: يا أبا محمد، أنت كالفراء والأخفش في النحو؟ فقال: لا، فقال: فأنت في اللغة ومعرفة الشعر كالأصمعي وأبي عبيدة؟ قال: لا، قال: فأنت في علم الكلام كأبي الهذيل العلاف والنظام البلخي؟ قال: لا، قال: فأنت في الفقه كالقاضي؟ واشار إلى القاضي يحيى، قال: لا، قال: فأنت في قول الشعر كأبي العتاهية وأبي نواس؟ قال: لا، قال فمن ههنا نسبت إلى مانسبت إليه لأنه لا نظير لك فيه، وأنت في غيره دون رؤساء أهله، فضحك وقام وانصرف. فقال القاضي يحيى للعطوي: لقد وفيت الحجة حقها، وفيها ظلم قليل لإسحاق، وغنه ممن يقل في الزمان نظيره.
وكان الخلفاء يكرمونه ويقربونه، وكان المأمون يقول: لولا ما سبق لإسحاق على ألسنة الناس واشتهر بالغناء لوليته القضاء، فإنه أولى وأعف وأصدق وأكثر ديناً وامانة من هؤلاء القضاة، ولكنه اشتهر بالغناء وغلب على جميع علومه، مع أنه أصغرها عنده، ولم يكن له فيه نظير.

## اسحاق الموصلي.. مغني.. وشاعر
وكان بالإضافة إلى حسن صوته وغنائه ينظم الشعر وله نظم جيد، فمن شعره ما كتبه إلى هارون الرشيد:
توفّي الموصلي عام 867 م عن عمر ناهز ثلاثا وثمانين عاماً.

## وصلات خارجية
- أبو الفرج الأصبهاني. إسحاق الموصلي. شرحه وحققه الأستاذ كرم البستاني. بيروت: مكتبة صادر.